# Àngel Casas i Mas
Àngel Casas i Mas   (Sants, 17 d'abril de 1946 - Barcelona, 1 d'octubre de 2022) va ser un periodista, crític musical i presentador de televisió català. Va néixer al barri de Sants de Barcelona. La barba i les ulleres que duia, i el fet que no pronunciés gaire bé el so de la doble erra, eren les característiques més fàcilment recognoscibles de la seva imatge televisiva.

## Biografia i carrera professional
Va debutar la seva carrera a Radio Juventud, d'on passà a Ràdio Barcelona, on es va mantenir la primera meitat de la dècada de 1970. Entre els programes que va presentar s'inclou Trotadiscos, que va obtenir un Premi Ondas el 1972. Aquell any va publicar el llibre 45 revoluciones en España, una anàlisi sociològica i musical de la dècada de 1960. El 1978 va dirigir, a Ràdio 4, un dels primers programes en català La clau i el duro, en companyia de Víctor Alexandre, en el qual descobria llocs divertits de Barcelona.
Va ingressar a televisió l'any 1977, de la mà de Carlos Tena i Diego A. Manrique, al programa musical Popgrama, de Televisió Espanyola. Tres anys després aconsegueix presentar i dirigir el seu propi espai a TVE 1, Musical Express (1980-1983). Es tractava d'un espai dedicat a difondre corrents musicals aliens als sons més comercials i majoritaris, des del jazz a l'incipient rock urbà i el heavy metal amb grups espanyols, com Barón Rojo.
El 1984, després del naixement de Televisió de Catalunya, comença a treballar en aquesta cadena, i es converteix en l'estrella de la cadena amb el seu programa Àngel Casas Show, un talk-xou que es manté en pantalla fins a 1988. El programa el fa mereixedor del Premi Antena de Oro de Televisió de 1984 i del Premi Ondas (Nacionals de Televisió) el 1986. Al setembre d'aquest any s'incorpora a la Cadena SER per presentar el magazine El sermón.
El 1990 va tornar a TVE 1 amb l'espai d'entrevistes Un día és un día (1990-1993), en el qual, setmanalment, el programa acabava amb un striptease davant la càmera. Fins i tot va arribar a emetre's un especial de Cap d'Any «Una noche es una noche», al qual es recopilaven els striptease que s'havien vist anteriorment i durant el qual el públic s'anava despullant també entre xou i xou. A aquest espai van seguir Tal cual (1992-1994), Los unos y los otros (1994-1995) i Esto es lo que hay (1995-1996). Després de realitzar de nou per a TVC els programes Temps era temps (2001) i Totes aquelles cançons (2004) va tornar a La 2, en el Circuit de Catalunya, per presentar Catalunya, parada i fonda (2003-2004) i l'espai d'entrevistes Senyores i senyors, La 2 (2004-2007).
El 22 de setembre de 2008 va ser escollit, mitjançant concurs públic, nou director de Barcelona TV, canal municipal barceloní, que va dirigir fins a la seva jubilació el 31 de desembre de 2014. El va succeir en el càrrec Sergi Vicente.
Va presentar diversos programes de ràdio i va col·laborar en els documentals La Nova Cançó (1976) i Canet Rock (1976), de Francesc Bellmunt. El 1983 es va publicar un llibre sobre el seu programa Àngel Casas Show: Anecdotari secret, escrit per Sílvia Soler. Àngel Casas va escriure dues novel·les: Fred als peus (2002) i L'home a qui se li precipitaven els esdeveniments (2005).
A partir del 2013, Casas va tenir problemes greus de salut. El 2020 se li va trasplantar un ronyó i posteriorment va patir una malaltia circulatòria, anomenada calcifilaxi, a causa de la qual li varen amputar les dues cames. Malgrat tot, se'n va sortir prou bé i el 21 de juny de 2021, Dia Internacional de la Música, va poder recollir el Premi Alícia, que li va atorgar l'Acadèmia Catalana de la Música, en reconeixement de la seva activitat en el camp del periodisme musical.

## Reconeixements
Va guanyar dos Premis Ondas, el 1972 i el 1986, i l'any 2007 va rebre la Creu de Sant Jordi. El 15 de desembre del 2014 l'ARC li va atorgar el premi ARC a la dedicació professional en reconeixement de la seva trajectòria.

## Obres
- 45 revoluciones en España (1972)[16]
- Cómo interpretar los sueños y los números de la suerte (1996, amb Angiola Arancio)
- Fred als peus (2002)[10]
- L'home a qui se li precipitaven els esdeveniments (2005)[11]
- Canet Rock (2014), documental realitzat amb Francesc Bellmunt i Moreno[17]
- ¿Nadal? No, gràcies (Barcelona: Quaderns Crema, 2018)[18]
- Carta d'una desassossegada (i altres relats) (Barcelona: Quaderns Crema, 2019)[19]
- Sidonie té més d'un amant (Barcelona: Univers, 2020)[20]
- L'agonia de Bakunin (Barcelona: Univers, 2022)[21]